# Psiadia cataractae
Espèce
Classification phylogénétique
Statut de conservation UICN

 CR D : 
En danger critique
Psiadia cataractae est une espèce de plante à fleurs du genre Psiadia de la famille des Asteraceae. Menacée d'extinction, l'espèce est endémique de l'île Maurice. Elle fait partie de la liste des 100 espèces les plus menacées au monde établie par l'UICN en 2012.